# Gay-friendly

Sympathisant LGBT (en anglais gay-friendly) est une expression se référant à des lieux, des politiques, des personnes ou des institutions qui sont ouverts et accueillants envers les membres de la communauté LGBT afin de créer un environnement de soutien, de respect, d'égalité sans jugement.

## Historique
Le terme s'est développé à la fin du XXe siècle en Amérique du Nord en réponse d'une part à la mise en œuvre des droits des gays et l'acceptation des politiques de soutien aux LGBT au travail et à l'école, et d'autre part qu'à la reconnaissance des gays et lesbiennes comme un groupe de consommation distinct. Pour les lesbiennes, on parlera de Lesbian-friendly.

## Villesgay-friendly
Certaines villes sont reconnues comme étant sympathisantes LGBT.

## Entreprisesgay-friendly
Certaines entreprises sont reconnues comme étant sympathisantes LGBT, facilitant à leurs employés et clients l'affirmation de leur sexualité.
L'Human Rights Campaign a publié une liste des entreprises les plus impliquées dans le processus, parmi lesquelles Dell et Coca-Cola Company, ainsi que IBM, Google, BT Group, Morgan Stanley et Cisco Systems.
Certaines compagnies, comme R Family Vacations et Volkswagen New Beetle, proposent des produits et services destinés à la communauté gay.

## Confessions religieuses

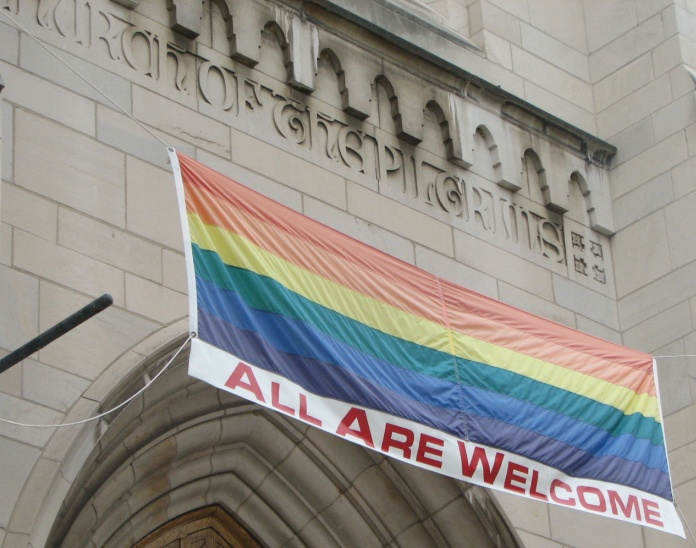
Bannière à l'entrée de la Church of the Pilgrims de Washington D.C., une église gay-friendly (2007).

Certaines confessions religieuses, ainsi que des églises chrétiennes et des synagogues juives affirmantes ont des programmes d’accueil pour les personnes LGBT.